# サッカーイギリス代表
サッカーイギリス代表（サッカーイギリスだいひょう、英: United Kingdom national football team）は、サッカーのイギリス本土4協会（イングランドサッカー協会(FA)、スコットランドサッカー協会(SFA)、北アイルランドサッカー協会(IFA)、ウェールズサッカー協会(FAW)）の統一チーム。通常は存在しない。この項では主に、男子チームを取り上げる。女子チームは、イギリス女子代表で取り上げる。

## 概要
イギリスは、国際サッカー連盟 (FIFA) からイギリス本土4協会（イングランドサッカー協会(FA)、スコットランドサッカー協会(SFA)、北アイルランドサッカー協会(IFA)、ウェールズサッカー協会(FAW)）およびイギリス海外領土6協会（モントセラトサッカー協会、イギリス領ヴァージン諸島サッカー協会、ケイマン諸島サッカー協会、タークス・カイコス諸島サッカー協会、バミューダ諸島サッカー協会、アンギラサッカー協会）の各代表をそれぞれ認可され、FIFAワールドカップ本大会および各大陸予選やUEFA欧州選手権等の各大陸選手権本大会および予選、その他の国際大会に参加している。そのため、イギリス代表は親善試合を行ったことがあるが、FIFA主催の国際大会への出場はこれまでない。
なお、ワールドカップでの国内対決としては2022年カタール大会でイングランドとウェールズが同じグループで対戦し、イングランドが勝利しベスト8まで進出したがウェールズはグループリーグで敗退した。
夏季オリンピックのサッカー競技を主催する国際オリンピック委員会(IOC)は、イギリス本土においてはイギリスオリンピック委員会(BOA)のみ認可しているので、五輪サッカーには、イギリス本土4協会それぞれで出場することは出来ない。なお、国際オリンピック委員会 (IOC) はイギリス海外領土の内、バミューダ諸島、イギリス領ヴァージン諸島、ケイマン諸島の3地域の国内オリンピック委員会を認可している。イギリス本土では、グレートブリテンオリンピック代表チームとして過去11回出場しているが（非公式種目時代も合わせると12回）、中身は、イングランドアマチュア代表単独チームであった。自国開催となる2012年ロンドン五輪（男子はU-23、女子はフル代表）で紆余曲折の末、イギリス本土4協会統一チーム結成が決まったが、ロンドン五輪に出場する本登録の選手18名中、イングランドから13名、ウェールズから5名選ばれ、スコットランドと北アイルランドからは選ばれなかった。なお、同大会に出場するイギリス女子代表は、男子とは異なり、イングランドから16名、スコットランドから2名選ばれ、ウェールズと北アイルランドからは選ばれなかった。ロンドンオリンピックは、イギリス男子代表12回目の出場で、イギリス女子代表は初出場となる。イングランドサッカー協会(FA)は2015年3月に、2016年リオデジャネイロ五輪（男子はU-23、女子はフル代表）でのイギリス本土4協会統一チーム再結成をイギリス本土3協会に打診したが、FA以外の3協会に拒否された為、同年3月30日に断念したことを3協会に伝えた。

## 背景
世界初のフットボール協会であるザ・フットボール・アソシエーション (FA) が1863年に結成された時、イングランドのみを対象とするのかイギリス全土か、あるいは全世界なのか、その地理的権限の範囲は明確でなかった。この疑問は1873年にスコティッシュ・フットボール・アソシエーション (SFA) が設立された時に解決された。世界で3番目のフットボール協会は1876年設立のフットボール・アソシエーション・オブ・ウェールズ、4番目は1880年設立のアイリッシュ・フットボール・アソシエーション (IFA) である。
ゆえに、フットボールはイギリスのカントリーそれぞれの協会とナショナルチームで発展し、「イギリスサッカー協会」は結成されることはなかった。世界初の国際試合は、サッカーが世界中に広まる前、1872年にイングランドとスコットランドの間で行われた。ホーム・ネイションズの各協会はアマチュア選手への支払い関する論争によって1920年に国際サッカー連盟を脱退し、1946年まで復帰しなかったため、各代表は1950 FIFAワールドカップまでワールドカップに参加しなかった。
イングランドは1966年のFIFAワールドカップに優勝するなど、国際舞台で唯一成功を収めている。スコットランドはワールドカップ本大会に8度、欧州選手権本大会に4度出場しているにもかかわらず、これらの国際大会でグループステージを突破したことがない。ウェールズは1958年大会に出場した後は2022年大会まで本大会出場がなく、北アイルランドは1986年大会以降は本大会に進んでいない。これらのことから単一のイギリス代表の結成が望ましいとの主張が上がることがある。反対論者はホーム・ネイションズのファンの現在のフットボールに関するアイデンティティーをよりよい成績を収めるためだけに犠牲にすべきではないと出張している。
常設のイギリス代表の結成に対する支援は、これまで限られていた。事実上仮定に基づいた事柄ではあるが、ジャック・ストローやトニー・バンクスなどの著名な大臣からこのような提案がされたこともあった。

## 試合
こうした事情にもかかわらず、ホーム・ネイションズは過去に二度単一のチームを結成し「Rest of Europe（残りのヨーロッパ）」と国際親善試合を行ったことがある。どちらの場合にも、選手はイングランド、スコットランド、ウェールズ、北アイルランドの全4協会から集められた。北アイルランドが参加しているにもかかわらず、どちらの試合も「グレートブリテン」という名前の下で行われた。
- 1947年5月10日、ハムデン・パーク（グラスゴー）: グレートブリテン 6–1 Rest of Europe
- 1955年8月13日、ウィンザー・パーク（ベルファスト）: グレートブリテン 1–4 Rest of Europe[6]

### 1947年: 世紀の試合
「世紀の試合」と称される1947年の試合は、1920年に脱退していたホーム・ネイションズのFIFAへの復帰を祝うために行われた。スコットランドのハムデン・パークで行われた試合には135,000人の観客が詰め掛け、グレートブリテンチームはホスト協会に敬意を表してネイヴィーブルーのユニフォームを着用した。総計35,000ポンドの入場料収入は、第二次世界大戦中の大会中止により打撃を受けていたFIFAの財政の強化を助けた。
グレートブリテンチームの選手:
フランク・スウィフト（イングランド）、ジョージ・ハードウィック（イングランド）、ビリー・ヒューズ（ウェールズ）、アーチー・マッコーリー（スコットランド）、ジャキー・ヴァーノン（アイルランド）、ロン・バージェス（ウェールズ）、スタンリー・マシューズ（イングランド）、ウィルフ・マニオン（イングランド）、トミー・ロートン（イングランド）、ビリー・スティール（スコットランド）、ビリー・リッデル（スコットランド）
ゴール: UK 1-0 ROE, マニオン 22分; 1-1 ノルダール 24分; 2-1 マニオン 33分 PK; 3-1 スティール 35分; 4-1 ロートン 37分; 5-1 パロラ 74分 o.g.; 6-1 ロートン 82 分

### 1955年: アイリッシュFA75周年
1955年の試合はアイリッシュ・フットボール・アソシエーションの75周年を祝うために行われた。このような理由のため、試合はベルファストのウィンザー・パークで開催され、イギリスチームは北アイルランドの緑のユニフォームを身に付けた。
グレートブリテンチームの選手:
ジャック・ケルシー（ウェールズ）、ピーター・シレット（イングランド）、ジョー・マクドナルド（スコットランド）、ダニー・ブランチフラワー（北アイルランド）、ジョン・チャールズ（ウェールズ）、バーティー・ピーコック（北アイルランド）、スタンリー・マシューズ（イングランド）、ボビー・ジョンストン（スコットランド）、ロイ・ベントリー（イングランド）、ジミー・マクロイ（北アイルランド）、ビリー・リッデル（スコットランド）

### その他の試合
その他2試合が、ウェールズ代表と残りのイギリス（イングランド、スコットランド、北アイルランド）の代表チームとの間で行われた。1試合目は、1951年に、ウェールズサッカー協会の75周年を記念して行われた。2試合目は、1969年、チャールズ3世のプリンス・オブ・ウェールズ叙任を記念して行われた。どちらの場合も、イングランド、スコットランド、北アイルランド選抜チームは「Rest of the United Kingdom」の名前で戦った。
- 1951年12月3日、ニニアン・パーク（カーディフ）: ウェールズ 3–2 Rest of the United Kingdom
- 1969年7月21日、ニニアン・パーク（カーディフ）: ウェールズ 0–1 Rest of the United Kingdom[6]

また、1973年にもイギリス、アイルランド、デンマークの欧州経済共同体 (EEC) への加盟を記念した試合がウェンブリーで開催された。"The Three" 対 "The Six" と呼ばれたこの試合は、上記の3カ国からの選抜チームとEECの創立メンバーである西ドイツ、ベルギー、オランダ、ルクセンブルク、フランス、イタリアの6カ国からの選抜チームによって行われた 。"The Three"の13人の選手のうち10人はイギリス人で、ジョニー・ジャイルズと2人のデンマーク人のみが他国からの選抜選手だった。ヘニング・ジェンセンとコリン・スタインがゴールを挙げ、The Threeが2対0で勝利した。
1965年、現役サッカー選手として初めて（そして唯一）ナイトの爵位を授与されたスタンリー・マシューズを称えるためグレートブリテンチームとRest of Europeチームによる表彰試合が行われた。ヨーロッパが6-4で勝利した。

## オリンピック代表
1900年パリ大会（初めてサッカーが行われた大会）ではサッカーイギリス代表チームのアップトンパークFCが優勝したが、まだ、サッカーはオリンピックの非公式競技だった。その後、初めてサッカーがオリンピックの公式競技となった1908年ロンドン大会、1912年ストックホルム大会と2個（非公式時代のものも数えると3個）の金メダルを獲得したものの、各協会間の確執が大きく、1972年のミュンヘン大会からは代表チームを組むこともできていない。
自国開催となる2012年ロンドン大会（男子はU-23、女子はフル代表）でイギリス本土4協会統一チーム（以下統一チーム）結成が検討されたものの、スコットランドが反対し、交渉が難航していた。一旦は統一チーム結成は断念し、イングランド単独で代表を組むことになっていたが、イギリスオリンピック委員会 (BOA) を中心として調整をした結果、統一チームの結成で合意した。
しかし、最終的な統一チームメンバーはイングランドとウェールズの2協会の選手のみ選ばれ、スコットランドと北アイルランドの2協会の選手は選出されないことが2012年6月29日、判明した。同年7月2日に、ロンドン五輪に出場する本登録の選手18名が発表された。イングランドから13名、ウェールズから5名選ばれた。ロンドンオリンピックは、イギリス代表12回目の出場となる。前述の通り、FAは2016年リオデジャネイロ五輪（男子はU-23、女子はフル代表）でイギリス本土4協会統一チーム再結成を提案したが、拒否されたため、再結成を断念した。
なお、国際オリンピック委員会 (IOC) はイギリス海外領土の内、バミューダ諸島、イギリス領ヴァージン諸島、ケイマン諸島の3地域の国内オリンピック委員会を認可している。

### オリンピックの成績
- 1900 - 金メダル（サッカーはオリンピック非公式競技）
- 1904 - 不参加
- 1908 - 金メダル（開催国。このオリンピックからサッカーが公式種目）
- 1912 - 金メダル
- 1920 - 1回戦敗退
- 1924 - 棄権
- 1928 - 棄権
- 1936 - 2回戦敗退（ベスト8）
- 1948 - 4位（開催国）
- 1952 - 1回戦敗退
- 1956 - 2回戦敗退（ベスト8）
- 1960 - グループリーグ敗退
- 1964 - 予選敗退
- 1968 - 予選敗退
- 1972 - 予選敗退
- 1976 - 2008 - 不参加
- 2012 - 準々決勝敗退（ベスト8）（開催国）
- 2016 - 2024 - 不参加

## ユニバーシアード代表
ユニバーシアードにおいて、イギリス代表は1991年夏季大会で銅メダル、2011年夏季大会で銀メダルを獲得している。